# Laeken
 (juin 2024).
Pour les articles homonymes, voir Laeken (homonymie).
« Cartes » redirige ici. Pour l'homme politique vanuatais, voir Thomas Laken.

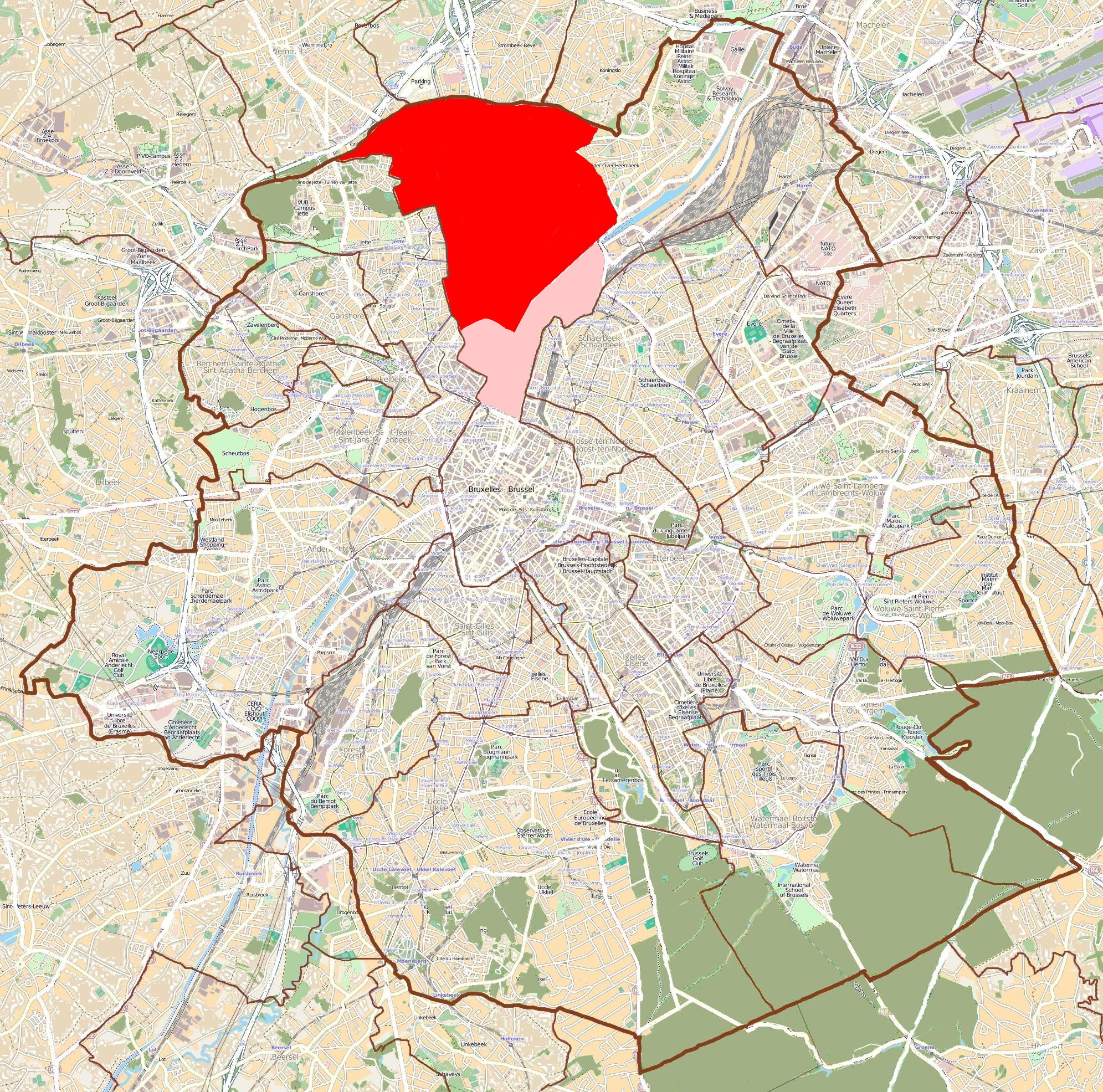
Carte de Laeken. En rouge la zone postale 1020 et en rose la section de l'ancienne commune n'ayant pas plus le code postal 1020.

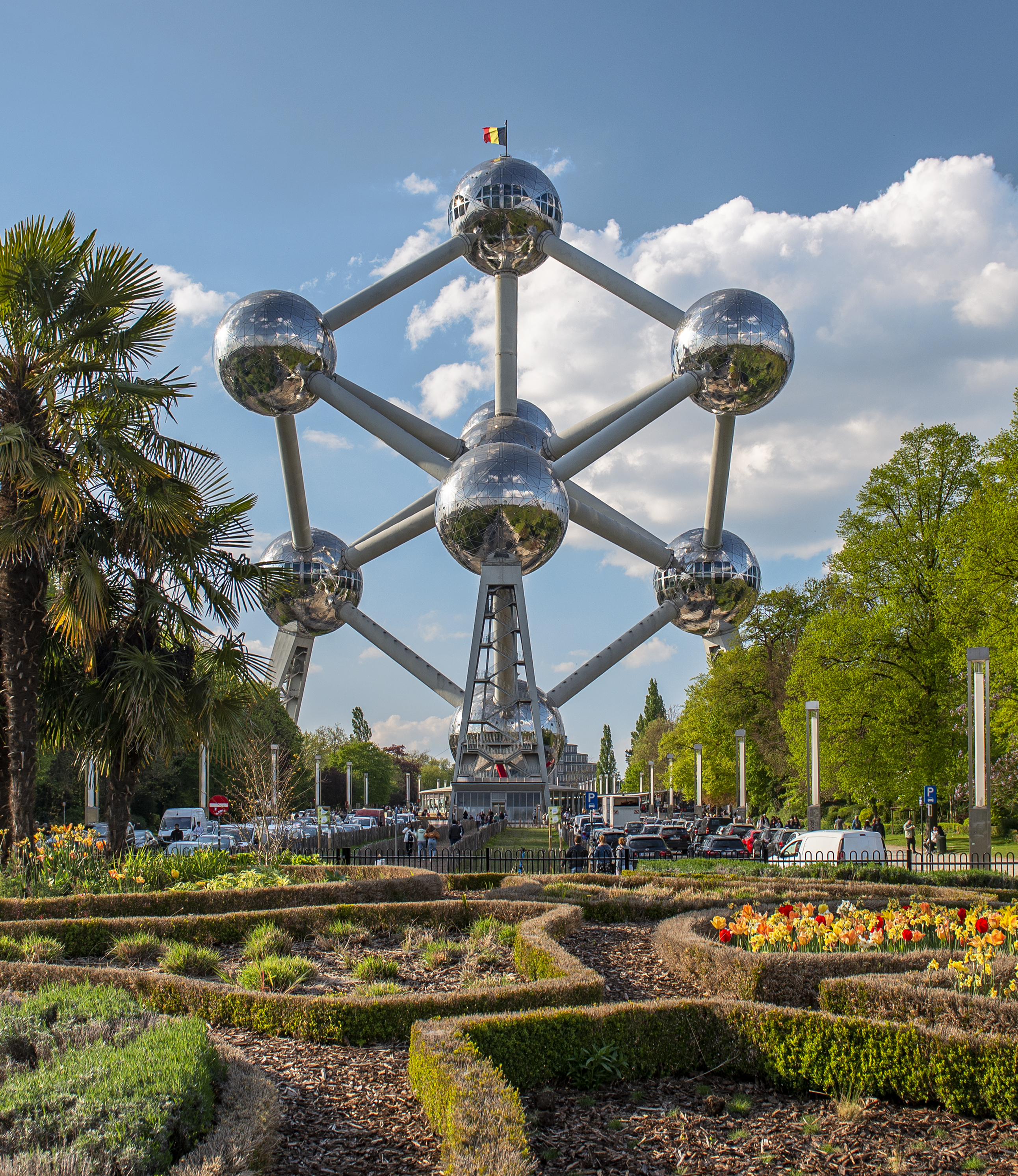
Atomium

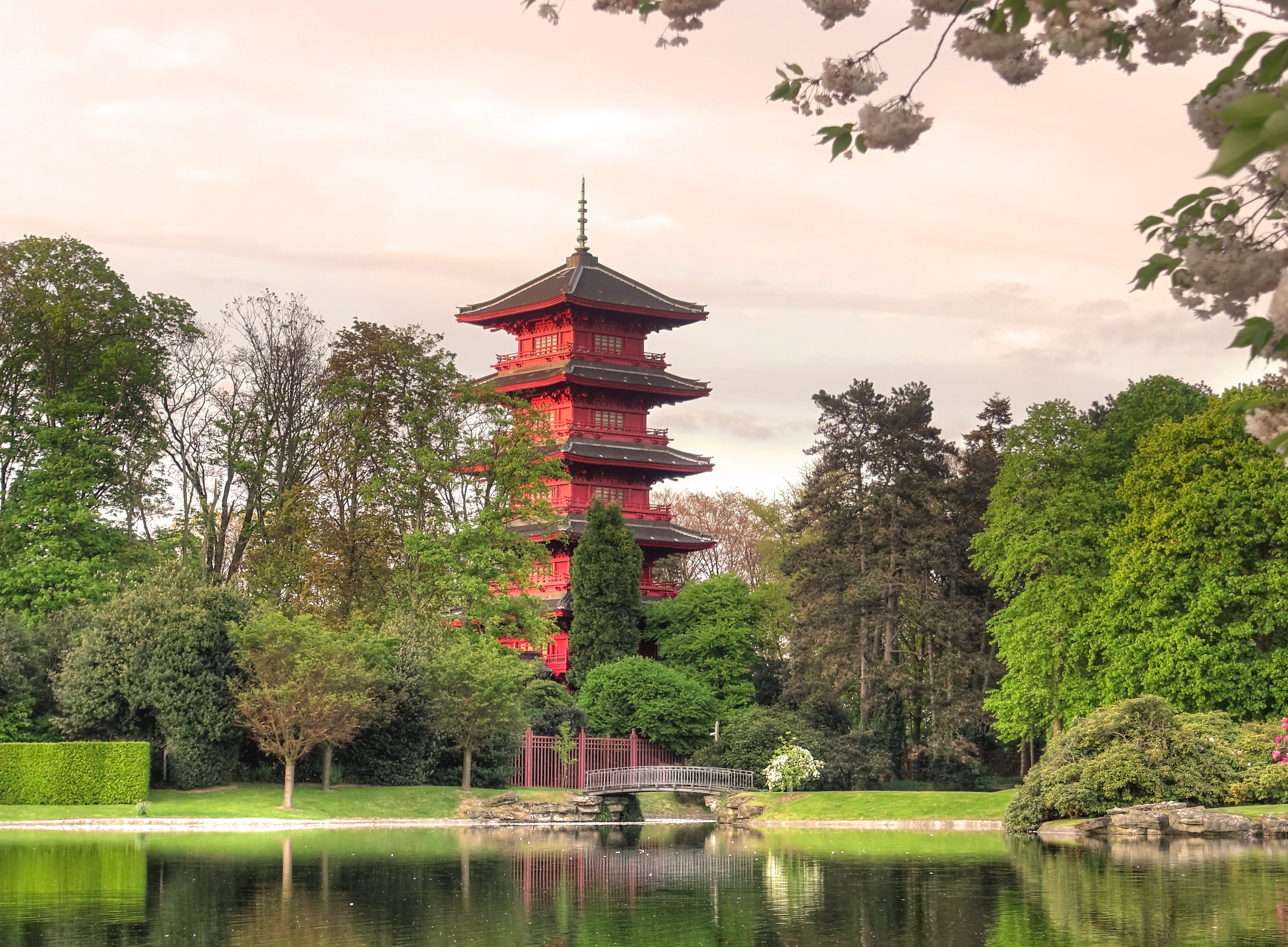
Tour japonaise, parc royal de Laeken

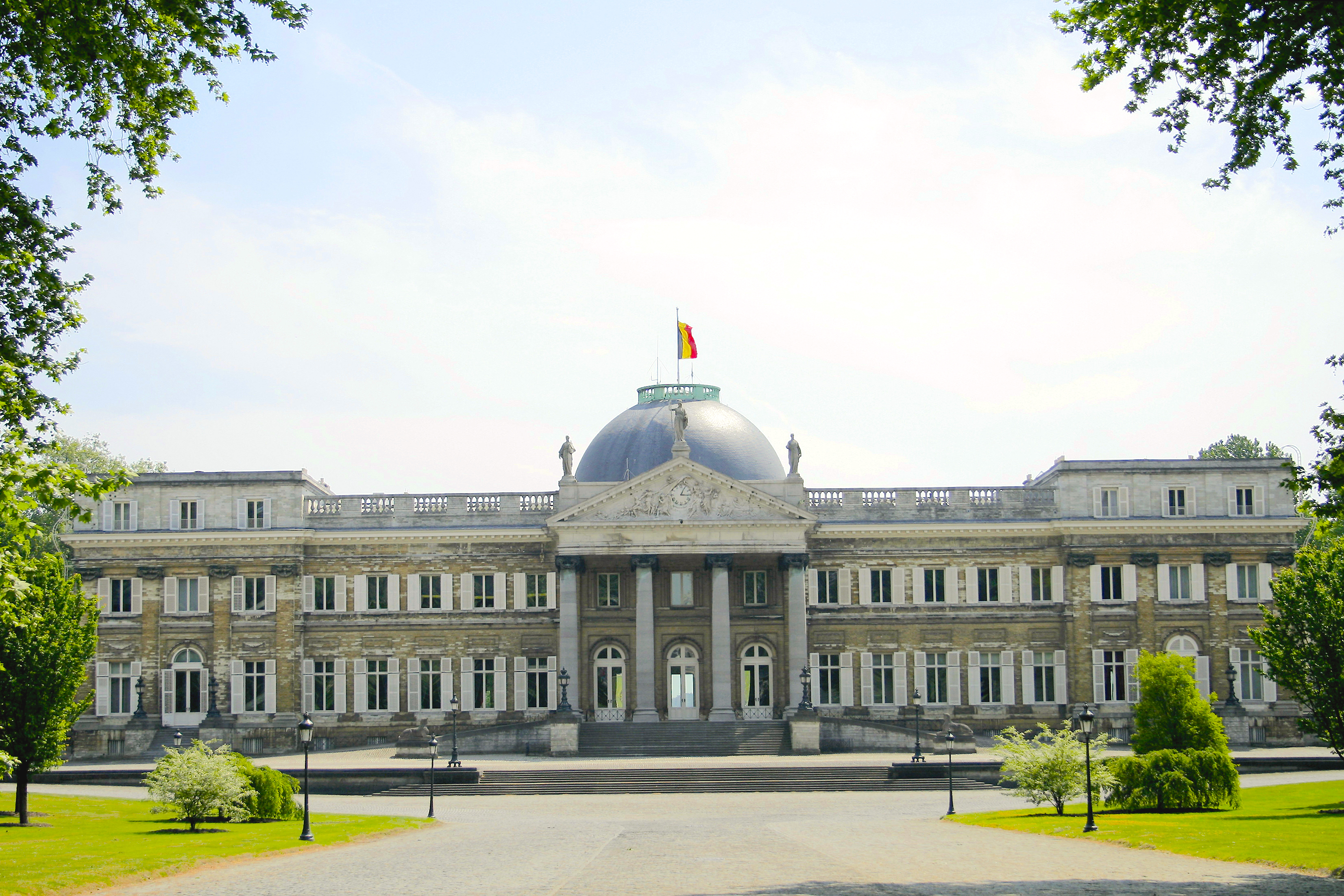
Le Château de Laeken

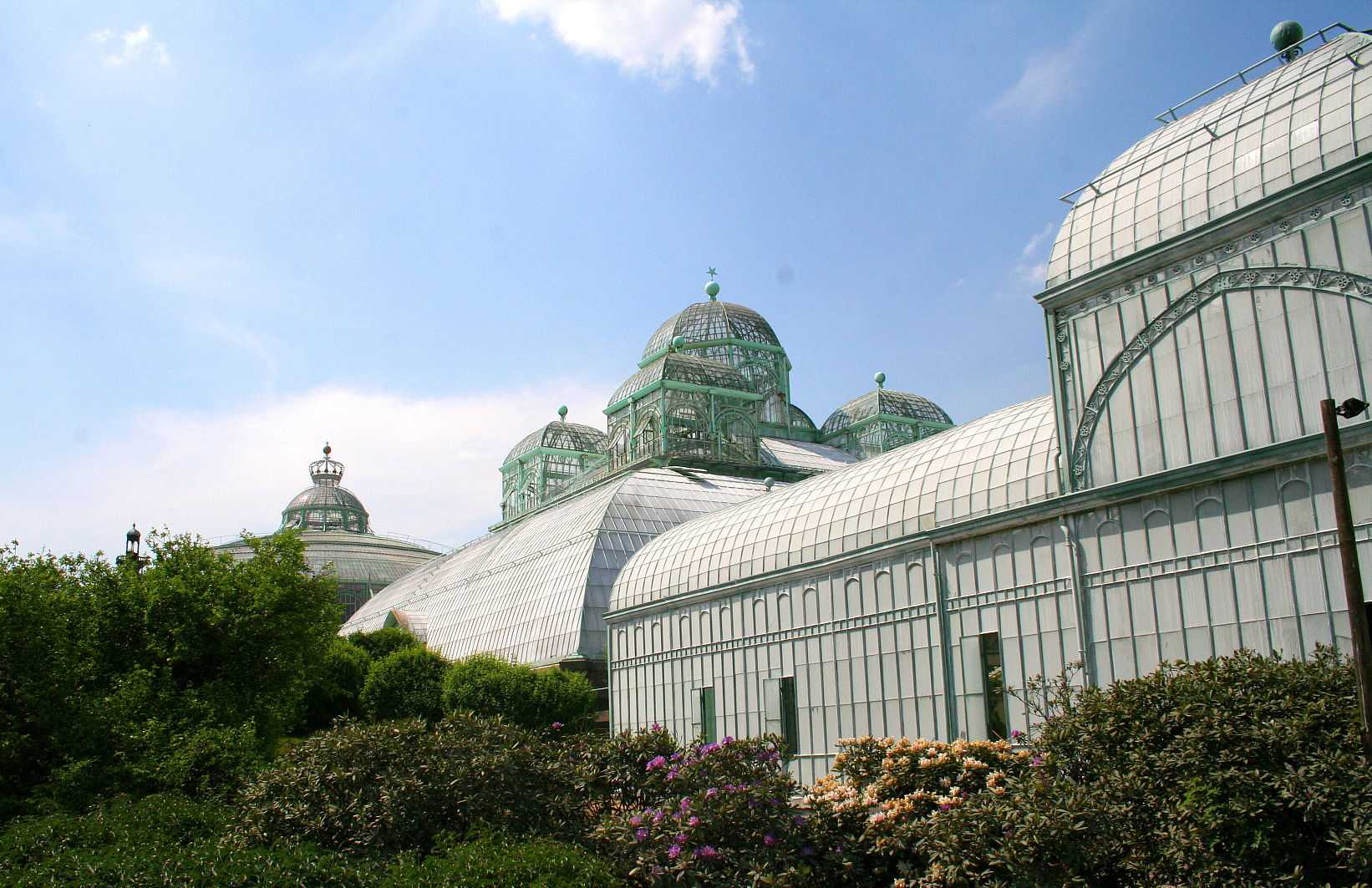
Les serres du parc royal de Laeken (Alphonse Balat - 1874-1890)

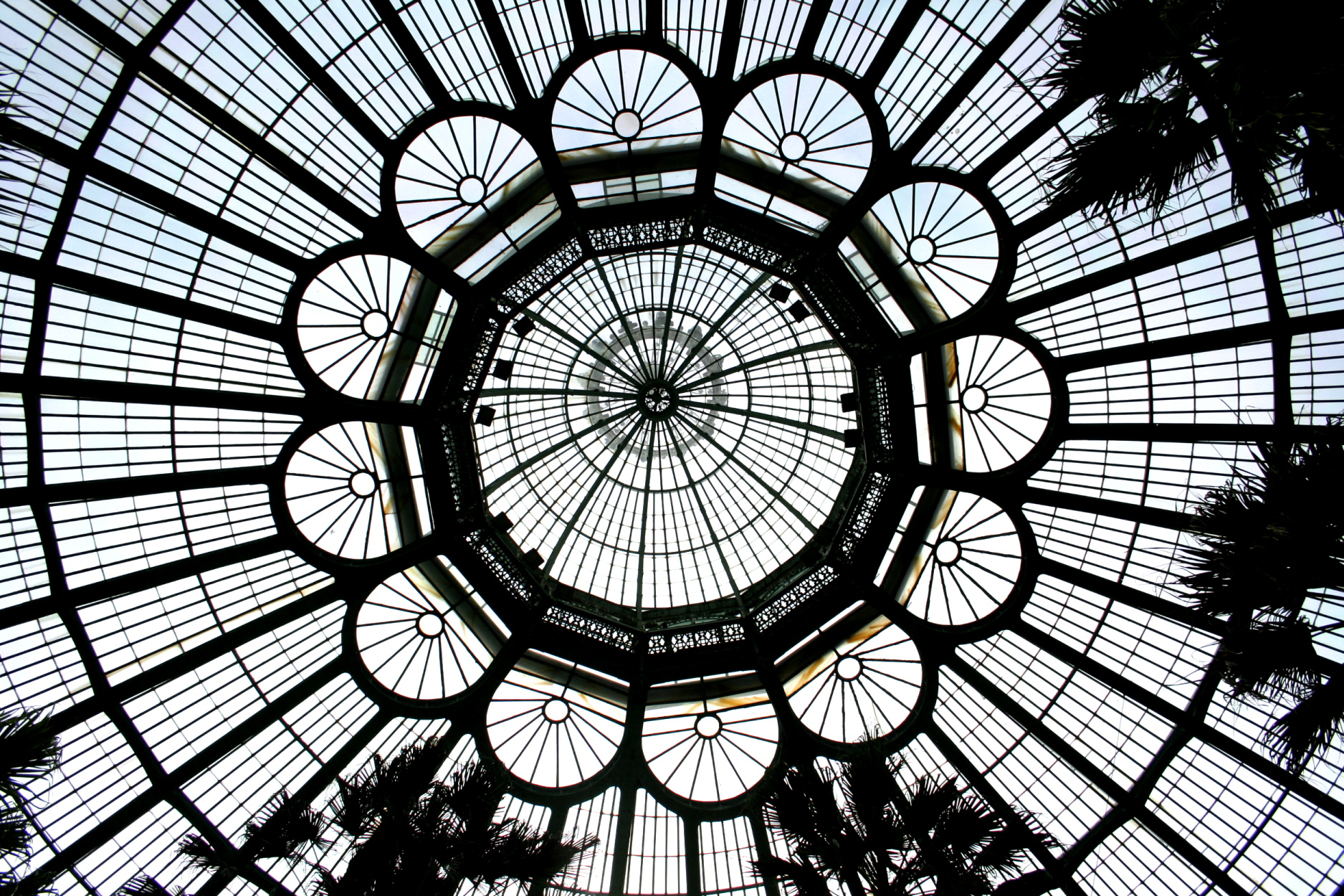
Charpente métallique d'une des serres

Laeken (/laː.kən/ ; en néerlandais : Laken) est une section de la ville de Bruxelles située au nord de celle-ci, au sein de la Région de Bruxelles-Capitale, en Belgique.
Ce fut une commune jusqu'à son rattachement à la ville de Bruxelles en 1921, en même-temps que Neder-Over-Heembeek et Haren. Elle n'a plus d'existence légale depuis lors, elle fait partie intégrante de la ville de Bruxelles. Son code postal est 1020.
Laeken abrite notamment le domaine royal, le château de Laeken, les serres de Laeken (1873) ainsi que l'église Notre-Dame dont la crypte renferme les sépultures des souverains et le cimetière qui en dépend, connu pour sa richesse en monuments et sculptures.
Sur le territoire de Laeken se trouvent également le plateau du Heysel, où se sont tenues les Expositions universelles de 1935 et 1958 et qui comprend le stade Roi Baudouin, l'Atomium, le Parc des Expositions de Bruxelles avec Kinepolis et Mini-Europe, le Mutsaard, où se trouvent les musées d’Extrême-Orient (tour japonaise, pavillon chinois, musée d'art japonais), ainsi qu'une petite partie du port de Bruxelles, à côté duquel a été érigé le Monument au Travail de Constantin Meunier.

## Toponymie
Ce nom dériverait du germanique Lacha ou Lache (« eau », « lac »), car le ruisseau Molenbeek formait à l'époque un réseau d'étangs à cette hauteur.
La plus ancienne mention du village se trouve dans un diplôme de 1080, où apparaît le nom de Gilbert de Lacha . Il existe aussi la mention Lachus en 1117.
En néerlandais le nom est Laken tandis qu'en Latin c'est Laca,,,.

## Géographie
Le territoire de Laeken couvrait 9,3 km2 au moment de son rattachement à Bruxelles en 1921.
Il est délimité au nord par les communes de Wemmel, Vilvorde et  Grimbergen (Strombeek-Bever), à l'est par Neder-Over-Heembeek et Schaerbeek au sud par Bruxelles-Ville (pentagone) et légèrement par Molenbeek-Saint-Jean, puis à l'ouest par la commune de Jette.

### Orographie
Les parties les plus basses de la commune sont situées autour du canal à une altitude de 15 m. La pente s'élève progressivement vers les hauteurs du Heysel au niveau de la Chaussée Romaine, qui suit la ligne de crête séparant le bassin du Molenbeek du bassin du Landbeek-Maelbeek, où on atteint quelque 75 m. Au XVIe siècle, ces hauteurs étaient appelées het hoochste stuck van Brabant (« le point le plus haut du Brabant »). Le château de Laeken, la Fontaine Sainte-Anne et la chapelle Sainte-Anne se situent à mi-pente, vers 40 à 50 m.

### Hydrographie
Le territoire de Laeken fait partie du bassin de l'Escaut. Le bas de Laeken était traversé par la Senne, formant une large vallée, qui se jette dans la Dyle, elle-même un affluent de l'Escaut. La Senne constitue sur une partie de son trajet, correspondant au boulevard du Roi Albert II, la frontière entre Laeken et Schaerbeek. Elle a longtemps constitué une voie de communication, jusqu'à la construction du Canal de Willebroeck au XVIe siècle.
Il existait plusieurs affluents gauches de la Senne sur le territoire de Laeken. Du sud au nord on trouvait le Drootbeek, venant des environs de l'actuelle place Alexandre Pouchkine et qui se jetait dans la Senne un peu au-delà de la rue des Palais Outre Pont, et le Molenbeek, qui venait de Jette, traversait le parc du château de Laeken avant de se jeter dans la Senne. Le Molenbeek possédait lui-même un petit affluent, le Heyselbeek, provenant, comme son nom l'indique, des hauteurs du Heysel et se jetait dans le Molenbeek à hauteur de la jonction de l'actuel Square Prince Léopold et de la rue Charles Ramaekers.
Le réseau hydrographique de Laeken a pratiquement complètement disparu, ayant été collecté, à l'exception du Molenbeek qui revient à l'air libre dans le parc du château de Laeken où il alimente des étangs.

### Transports
L'ancienne commune du Nord compte six stations de métro de la Ligne 6 (Pannenhuis, Bockstael, Stuyvenbergh, Houba-Brugmann, Heysel et Roi Baudouin).
Laeken est également desservie par plusieurs lignes de bus et de tramways.

## Histoire
Une présence humaine est attestée sur le territoire de Laeken dès l'époque romaine. Des fouilles archéologiques ont notamment mis au jour les vestiges d'une villa au bout de la drève Sainte-Anne sur le versant du Stuyvenberg. Ensuite c'est l'obscurité jusqu'au XIe siècle.
La plus ancienne mention du village se trouve dans un diplôme de 1080, où apparaît le nom de Gilbert de Lacha.
Au Moyen Âge, Laeken faisait partie de la cuve de Bruxelles. Le village fut annexé à la ville sous le règne de Jean III de Brabant en 1331. Il ne redevint une commune qu'en 1795, sous le régime français.
Au milieu du XVe siècle, les «maîtres des chaussées» de Bruxelles dotèrent Laeken de sa première artère pavée : le vieux chemin conduisant de Bruxelles à Laeken, qui correspond à la chaussée d'Anvers actuelle. En 1447, cette route fut bordée d'arbres.
Le creusement du canal de Willebroeck, qui fut inauguré en 1561, modifia profondément la physionomie de Laeken. Il s'accompagna de l'aménagement de la digue entre Bruxelles et le village de Laeken, l'actuelle l'Allée Verte, qu'on appelait jadis «Digue verte», (« Groenen Dijck » en néerlandais), qui devint un des lieux de promenade favoris des Bruxellois. Au XIXe siècle, elle fut progressivement délaissée au profit de l'avenue Louise.
L'église paroissiale Notre-Dame de Laeken fut ravagée par les calvinistes en 1581. Elle fut restaurée sous le règne de l'archiduc Albert et de l'archiduchesse Isabelle.
En 1625, l'archiduchesse Isabelle fit percer la drève Sainte-Anne, appelée à l'époque « avenue du Duc », qui reliait le noyau du village de Laeken à une source considérée comme miraculeuse. La source elle-même fut aménagée en fontaine monumentale, connue sous le nom de Fontaine Sainte-Anne ou des Cinq-Plaies.
En 1782, les gouverneurs généraux des Pays-Bas, le duc Albert de Saxe-Teschen et son épouse, l'archiduchesse Marie-Christine d'Autriche achetèrent le domaine de Schoonenberg pour y construire une habitation de plaisance (1784). Après le départ des Autrichiens, le château resta à l'abandon. Il n'échappa à la ruine que grâce à Napoléon Ier qui le racheta et y signa la déclaration de guerre à la Russie en 1812.
L'établissement d'une résidence archiducale d'abord, royale ensuite, eut des conséquences incalculables pour Laeken. Son territoire se couvrit de résidences construites par des Bruxellois aisés, attirés par le prestige de la proximité du palais. Ce voisinage bénéficia également au cimetière qui s'étendait au pied de l'ancienne église paroissiale : sa superficie fut doublée une première fois en 1832, puis une nouvelle fois en 1855, pour atteindre 2 hectares 46 ares 13 centiares. Aristocrates, membres de la haute bourgeoisie, hommes politiques, écrivains ou artistes célèbres s'y firent ériger des monuments funéraires rivalisant de luxe, si bien que le cimetière a souvent été appelé le Père-Lachaise belge.
L'histoire de Laeken sera de plus en plus étroitement liée à la famille royale au XIXe siècle. Le décès en 1850 de la première reine des Belges, Louise-Marie, infléchira le devenir urbanistique de la commune. La reine, très appréciée de la population, souhaitait être inhumée dans l'église de Laeken. Il en fut fait selon sa volonté. Pour honorer sa mémoire, son époux, le roi Léopold Ier, décida de faire construire une nouvelle église, dont il comptait financer la construction, mais une souscription nationale fut lancée et de nombreux citoyens y contribuèrent. La première pierre de l'édifice fut posée dès 1854, mais les travaux durèrent jusqu'en 1909. L'église fut intégrée dans une perspective urbaine par l'ouverture d'une artère rectiligne large de 30 mètres partant du pont de Laeken, appelée avenue de la Reine. L'ancienne église fut désaffectée dès 1850, mais on continua à y exercer le culte jusqu'à l'inauguration de l'actuelle église Notre-Dame de Laeken en 1871. Du vénérable bâtiment médiéval on ne conserva malheureusement que le chœur qui se trouve dans le cimetière.
L'empreinte royale sur Laeken sera encore plus marquée sous Léopold II. Le souverain caressait pour la commune des projets grandioses sinon mégalomanes. Au début de son règne, il écrivit au baron Goffinet :  « Laeken doit devenir pour Bruxelles ce que l'arc de l'Étoile est pour Paris : le point de départ de nombreux boulevards rayonnant tous vers le même point. ». Il poursuivit l'agrandissement de son domaine privé, qui passa de 90 ha à 217 ha, comprenant le domaine royal proprement dit et son château, la villa du Belvédère et le domaine du Stuyvenberg. Le domaine royal étant exonéré d'impôts, on comprendra que les Laekenois aient souvent éprouvé des sentiments mitigés à l'égard d'accroissements qui privaient les finances communales de ressources importantes.
Rattaché à la ville de Bruxelles en 1921, Laeken connu une médiatisation internationale lors du sommet européen de Laeken les 14 et 15 décembre 2001, qui accoucha de la Déclaration de Laeken.

### Histoire de la paroisse de Laeken
En 1176, Ada, abbesse de Nivelles, céda l'église Notre-Dame de Laeken à l'abbaye d'Afflighem. L'évêque de Cambrai, Alard, ratifia cette donation. Les chanoines de l'abbaye de Parc, qui avaient acquis un droit relatif au patronage de l'église, l'administrèrent en commun accord avec ceux d'Afflighem, jusqu'en 1214. À cette date, en effet, ils cédèrent le tout à l'abbaye d'Afflighem, à raison d'une redevance annuelle. Sur ce point, un accord fut conclu, le 15 mars 1602, entre les abbés d'Afflighem et de Parc, et Mathias Hovius, archevêque de Malines. Le 2 avril 1688, un successeur de Mathias Hovius, Alphonse de Berges, ratifia l'accord.

### Heysel
Un projet de réaménagement du site est à l'étude. 

### Port de Bruxelles
Le Port de Bruxelles se trouve en partie sur le territoire de Laeken. À côté de celui-ci a été érigé le Monument au Travail de Constantin Meunier.

### Mutsaard
Parfois aussi appelé quartier des Pagodes, quartier de la tour japonaise ou quartier De Wand, et également orthographié Mutsaert, le Mutsaard est un quartier situé entre le Heysel, Strombeek et Neder-over-Heembeek. L'église actuelle qui lui est rattachée est l'église de Christ-Roi mais il dépend aussi partiellement de la paroisse de Neder-over-Heembeek. Il est séparé du reste de Laeken par le domaine royal. Il se prolonge également un peu sur les communes avoisinantes de Vilvorde et Grimbergen. En effet, c'est un ancien hameau dont le centre historique est la place du Mutsaard qui se trouve au croisement des frontières des trois communes susmentionnées. Le dancing "Le Mustang", situé sur ce carrefour, attirait la jeunesse bruxelloise dans la seconde moitié du XXe siècle. 

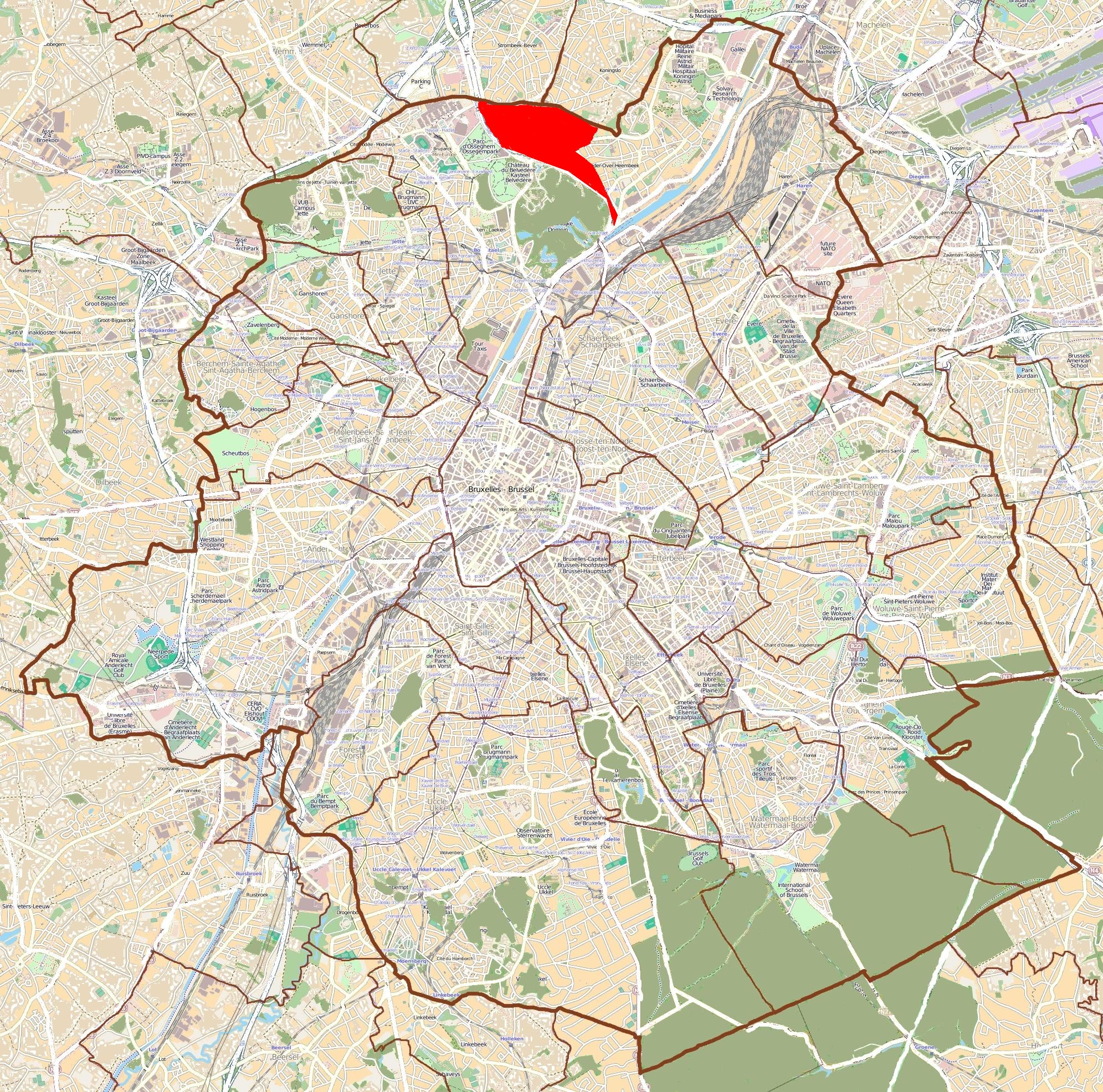
Carte du mutsaard.
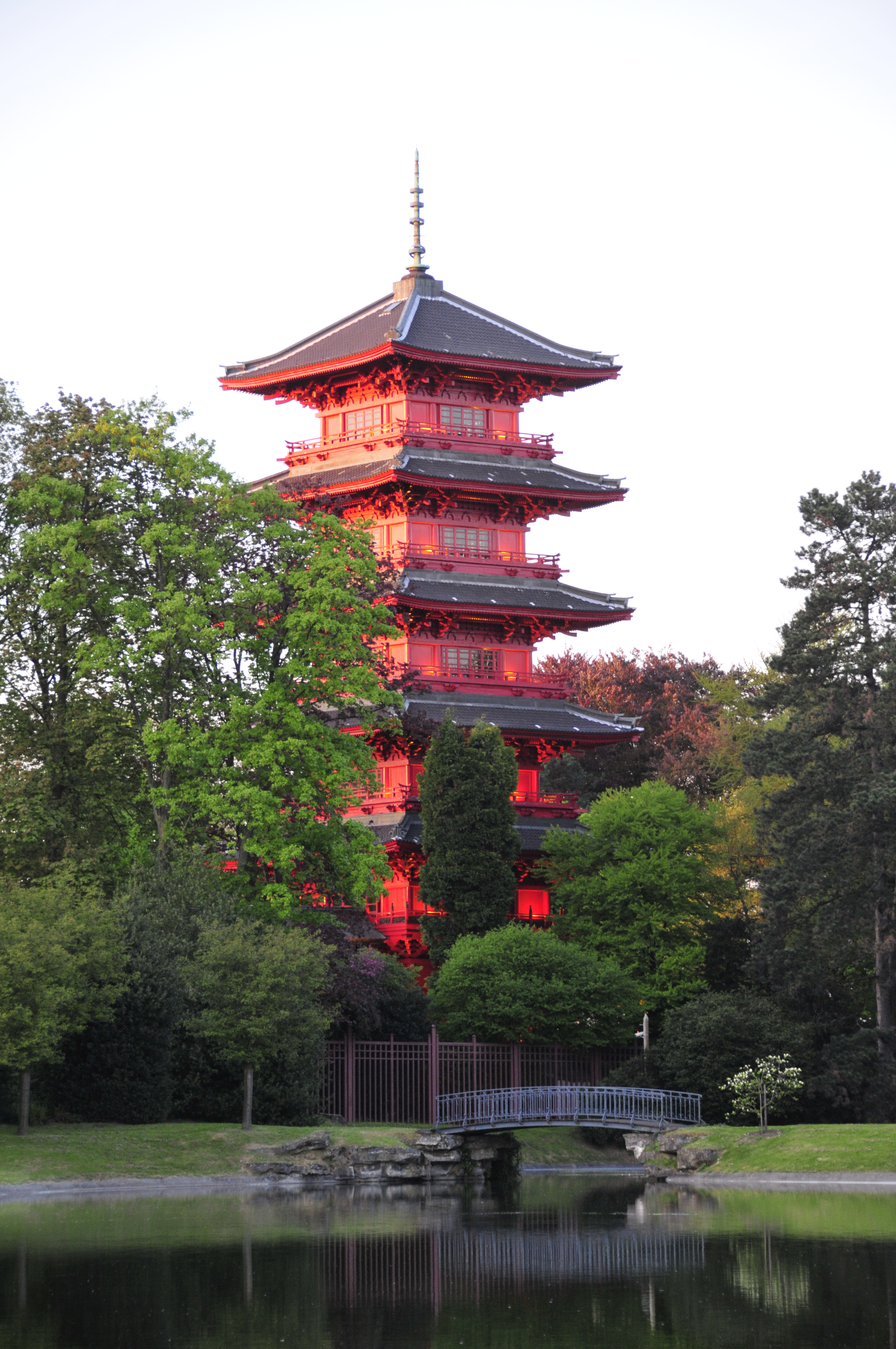
Tour japonaise.
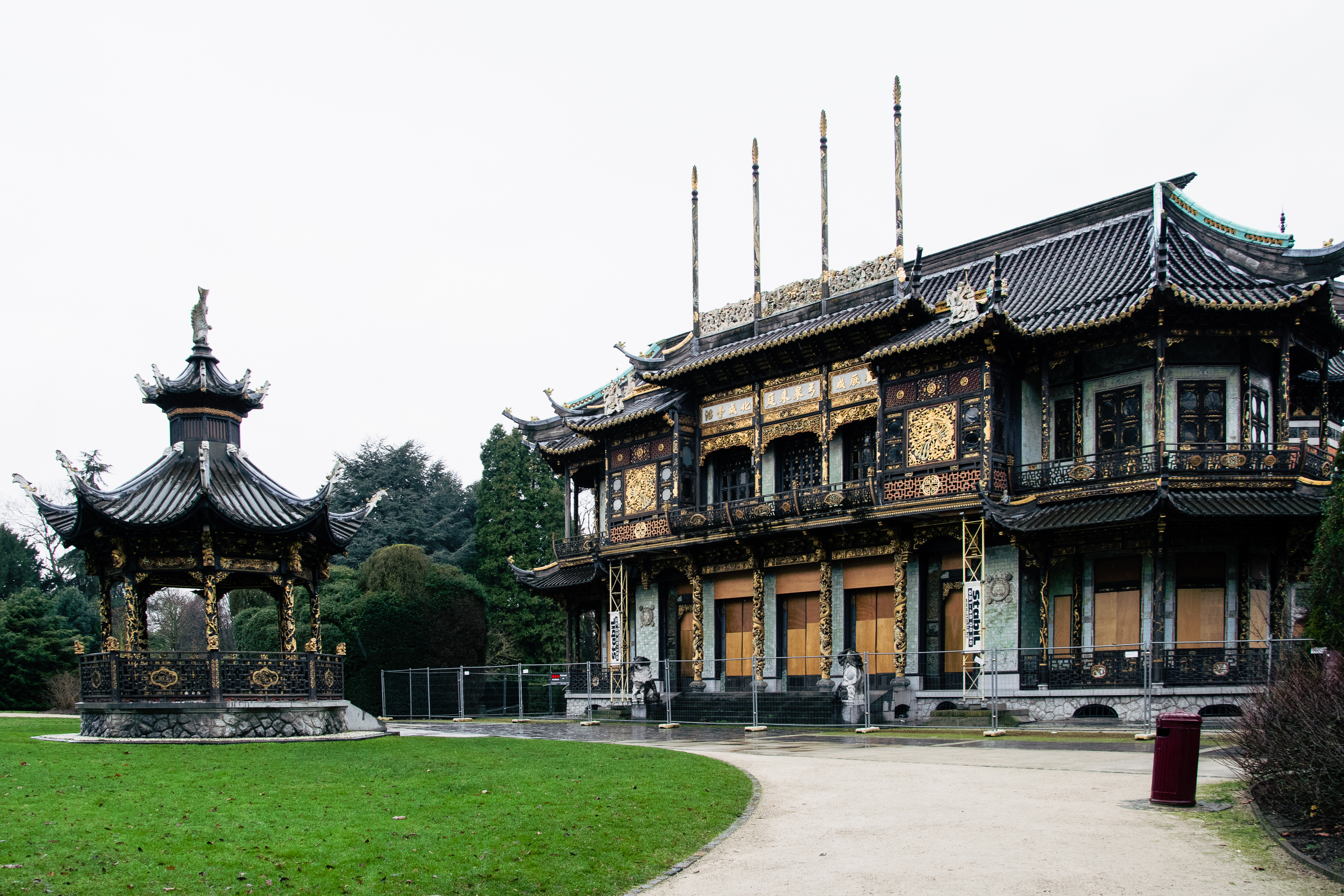
Pavillon chinois.

## Héraldique

### Armoiries anciennes

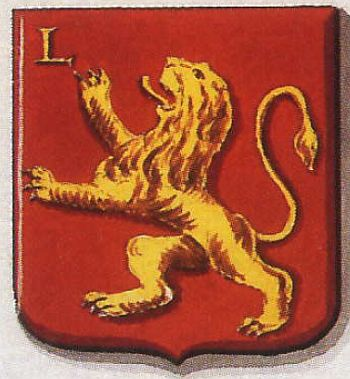
Ancien blason de Laeken

Les armoiries originelles et authentiques de Laeken sont : 
« De Gueules au lion rampant et surmonté dans son coin à droite de la lettre L , tout d'or » ou en Néerlandais : 
« Van rood, beladen met een klimmende leeuw en verzeld in de regter bovenhoek van de letter L, alles van goud ».

### Armoiries modernes

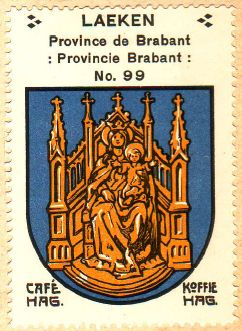
Nouveau blason de Laeken

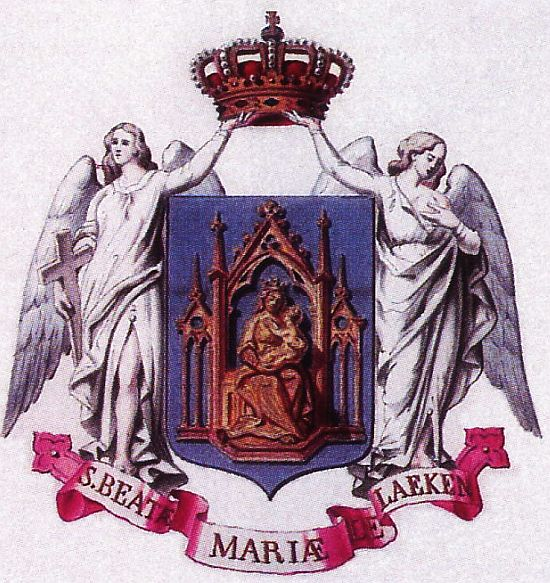
Nouveau blason de Laeken

À partir de 1857, d'autres armoiries furent utilisées, c'est celles-là qui se retrouvent sur certains vitraux de l'ancienne maison communale : « D'azur, à une Vierge tenant sur ses genoux l'enfant Jésus, et assise sur un trône gothique, le tout d'or. Pour supports deux anges au naturel, vêtus de longues tuniques blanches représentant à dextre la Foi, à senestre la Charité, et supportant chacun d'une main une couronne royale sommant l'écu ; le tout posé sur un ruban portant pour légende : S. Beatae Mariae ».

## Patrimoine

### Hôtel communal
Laeken a eu quatre hôtels communaux : 
- Le premier rue de l'église, aujourd'hui englobé dans le cimetière de Laeken.
- Le deuxième dans la Maison du Saint-Esprit, un ancien hospice pour vieillard.
- Le troisième se trouve toujours rue des Palais Outre-Pont, non loin du palais royal et fut achevé en 1864.
- Le quatrième achevé en 1912, se trouve place Bockstael, on y retrouve encore une des antennes communales de la ville de Bruxelles ainsi que la bibliothèque communale et la police.

### Autres patrimoines

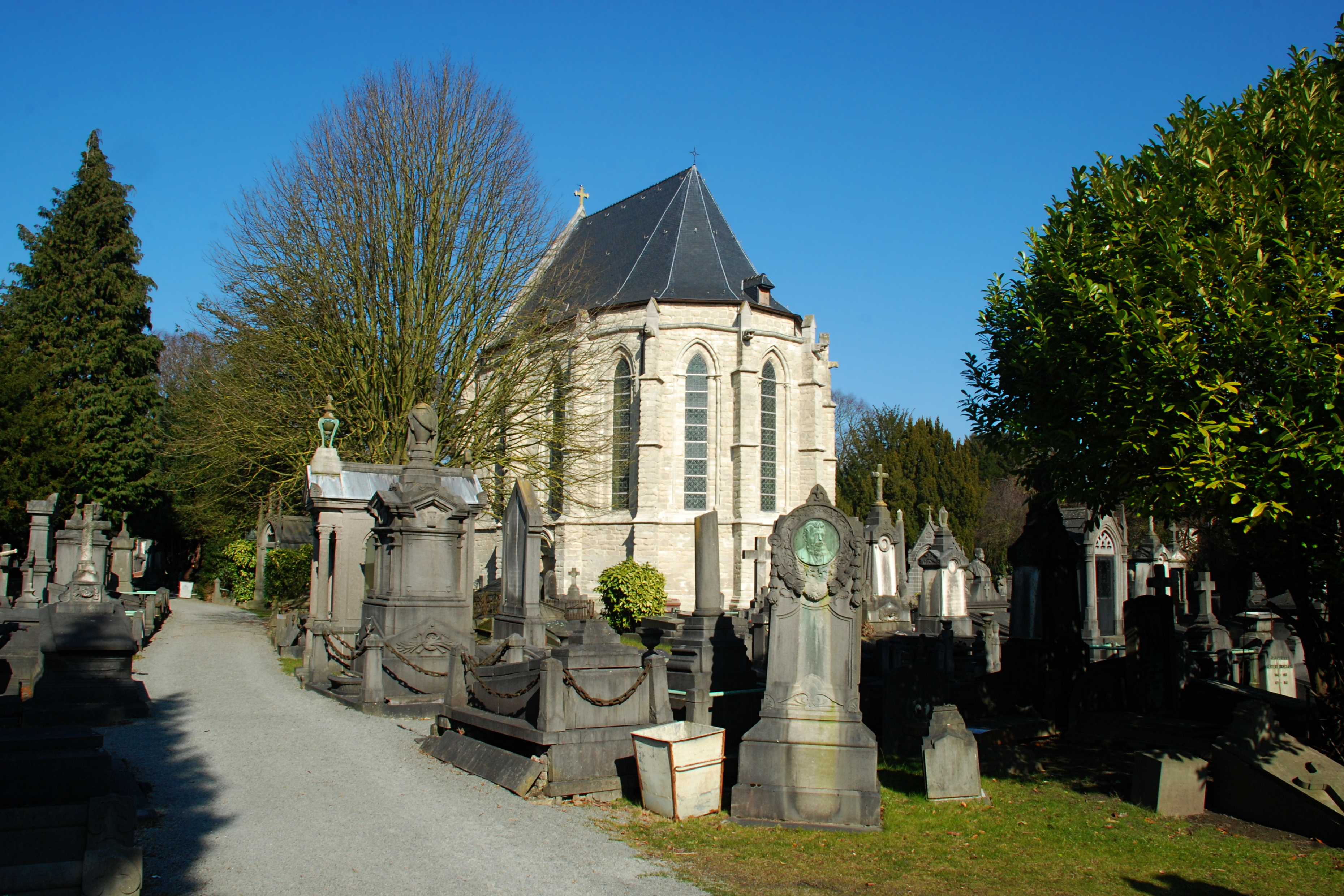
Le chœur de l'ancienne église Notre-Dame de Laeken au centre du cimetière.

- L'Église Notre-Dame de Laeken est un édifice néogothique érigé pour honorer la mémoire de la reine Louise-Marie. Sous le dôme pyramidal situé à l'est se trouve la Crypte royale, où reposent les membres de la famille royale de Belgique.
- L'Atomium
- Le Château de Laeken
- Les Serres royales de Laeken
- Le Monument à la Dynastie
- Le Cimetière de Laeken
- L'ancienne église Notre-Dame de Laeken de style gothique (XIIIe siècle)
- La Statue de Pouchkine à Bruxelles
- La Fontaine de Neptune, que Léopold II fit ériger près du Pavillon chinois et de la Tour japonaise en 1903, est une copie de la Fontaine de Neptune qui se dresse sur une place de Bologne en Italie
- Le Monument au Travail de Constantin Meunier
- Le familistère Godin a été construit en 1862 par Jean-Baptiste Godin le long du canal.
- Le site de Tour et Taxis entièrement rénové.
- Gare de Laeken (Façades et toitures du bâtiment voyageurs classées)
- Gare royale (Classée), située dans le domaine royal
- Le Monument au Travail, monument de l'architecte Mario Knauer et du sculpteur Constantin Meunier, situé le long du Canal.
- L'ancienne Ecole des Cadets de Bruxelles qui est devenue l'école européenne de Bruxelles IV.
- L’immeuble Paul-Emile Vincent, aussi appelé Appartements Vincent, exemple d'architecture moderniste.
- L'ancienne Justice de Paix de Laeken.
- L'hôpital Brugmann, construit en 1923 par Victor Horta.

### Espaces verts
Laeken est très riche en espace vert. L'ancienne commune compte en effet de nompreux espaces verts comme :
- Le Parc de Laeken.
- Le Parc d'Osseghem, qui jouxte le parc de Laeken, dont il est séparé par les avenues du Gros Tilleul et du Vieux Bruxelles. Il a été aménagé lors de l'Exposition universelle de 1935.
- Le Parc Tour & Taxis (Parc de la ligne 28).
- Le Jardin Jean Sobieski  (relié au Jardin Colonial par un tunnel sous l'avenue des Robiniers)
- Le Jardin Colonial (relié au Jardin Jean Sobieski par un tunnel sous l'avenue des Robiniers) .
- Les Jardins du Fleuriste qui surplombent le Jardin Jean Sobieski.
- Le Jardin du Pavillon Chinois.
- Le Jardin de la Tour Japonaise.
- Le square du Vingt-et-un Juillet, qui a été aménagé en 1908 par Charles Girault et réaménagé par René Pechère en 1938. Il abrite le mémorial à la reine Astrid.
- Le square Clémentine, où se trouve le Mémorial à Émile Bockstael.
- Le Square Prince Léopold.

### Gastronomie
- La Tarte de Laeken tarte mi-riz mi-prune aurait été jadis une spécialité laekenoise, bien que la recette n'en soit plus connue avec exactitude[19],[20]. On rencontre l'expression en néerlandais bruxellois « half en half gelijk de taarten van Laken »[20], c'est-à-dire moitié-moitié comme les tartes de Laeken.

- C'est également à Laeken qu'est homologué le vendredi 2 février 2023 le record de la plus haute pile de crêpes au monde avec 102 centimètres de haut [21].

## Célébrités laekenoises
- La famille royale belge
- Stromae : chanteur belge, il grandit dans le quartier Stéphanie-Émile Bockstael[22]
- Xavier Mellery : peintre
- Auguste-Ernest Sembach : peintre
- Freddy Thielemans : homme politique socialiste et bourgmestre de Bruxelles
- Annie Cordy : chanteuse de variétés puis actrice de renommée internationale, née à Laeken en 1928 et décédée le 4 septembre 2020
- Étienne-François Le Tourneur : homme politique français, décédé à Laeken le 4 octobre 1817
- Albert Tricot : introducteur et pionnier du sport pour personnes handicapées en Belgique, né à Laeken en 1920, décédé le 11 mai 2010
- Eugène de Barsy : ancien président de la Commission bancaire, financière et des assurances de Belgique
- Hamza : rappeur et chanteur belge originaire de Laeken.
- Ambre Grouwels : actrice, chanteuse, doubleuse (chant et voix) et comédienne originaire de Laeken
- François Loriaux (1886-1942), parolier, y est mort.

## Culture

### Musées
- Les Musées d'Extrême-Orient, aménagés dans la Tour japonaise et le Pavillon chinois.
- Le Musée de l'art funéraire a été aménagé dans les anciens ateliers d'une célèbre dynastie de tailleurs de pierre: Ernest Salu I, II et III. Géré par l'association Epitaaf, il est contigu au cimetière de Laeken.
- Le Planétarium de l'Observatoire royal de Belgique.
- Le Musée du Réverbère.
- Art & Design Atomium Museum (ADAM)

### Cinéma
- En 1958 eut lieu à Laeken le deuxième Festival international du cinéma expérimental de Knokke-le-Zoute. Roman Polanski, mais aussi l’Argentin Rodolfo Kuhn, reçoivent des prix. Stan Brakhage reçoit le prix du jury pour l’ensemble des films qu'il présente. C'est lors de ce festival que Brakhage rencontre Peter Kubelka, comme en témoigne une photographie au pied de l'Atomium, bière en main, des deux futurs fondateurs (avec Jonas Mekas) de l'Anthology Film Archives (cinémathèque de New-York), qui avaient, chacun, des films en compétition.
- Le film Pierre (1975) de Jan Decorte a été tourné à Laeken.

### Variété de chien
Le château de Laeken est le berceau de la variété de chien de berger belge Laekenois, la variété de berger belge à poils durs.